# Xã Osage, Quận Miller, Missouri
Xã Osage (tiếng Anh: Osage Township) là một xã thuộc quận Miller, tiểu bang Missouri, Hoa Kỳ. Năm 2010, dân số của xã này là 1.585 người.